# فریدی (لوئیزیانا)
فریدی (به انگلیسی: Ferriday) شهری در ایالت لوئیزیانا کشور ایالات متحده آمریکا است که جمعیت آن در سرشماری سال ۲۰۱۰ میلادی، ۳٬۵۱۱ نفر بوده‌است.

## نگارخانه

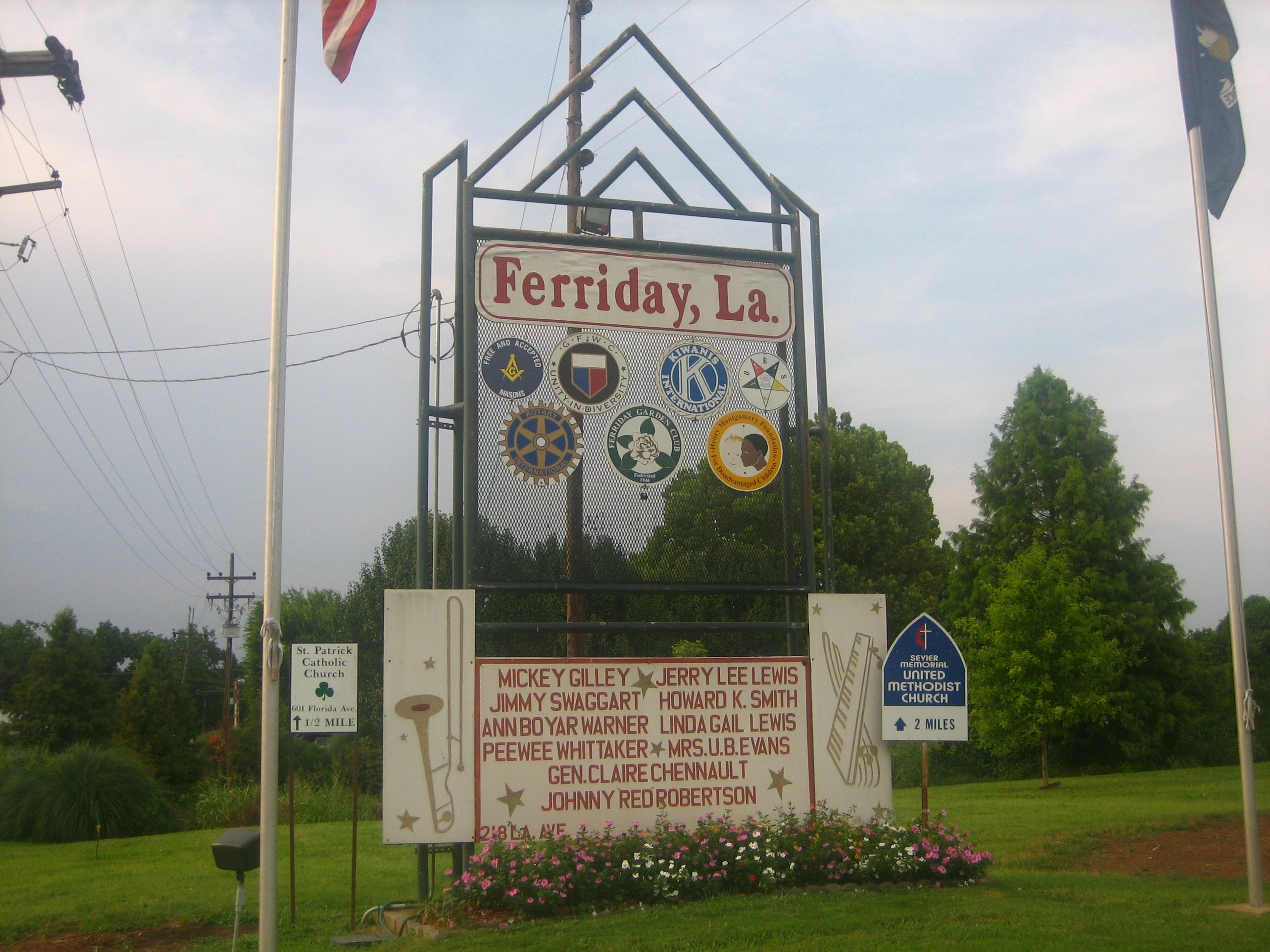
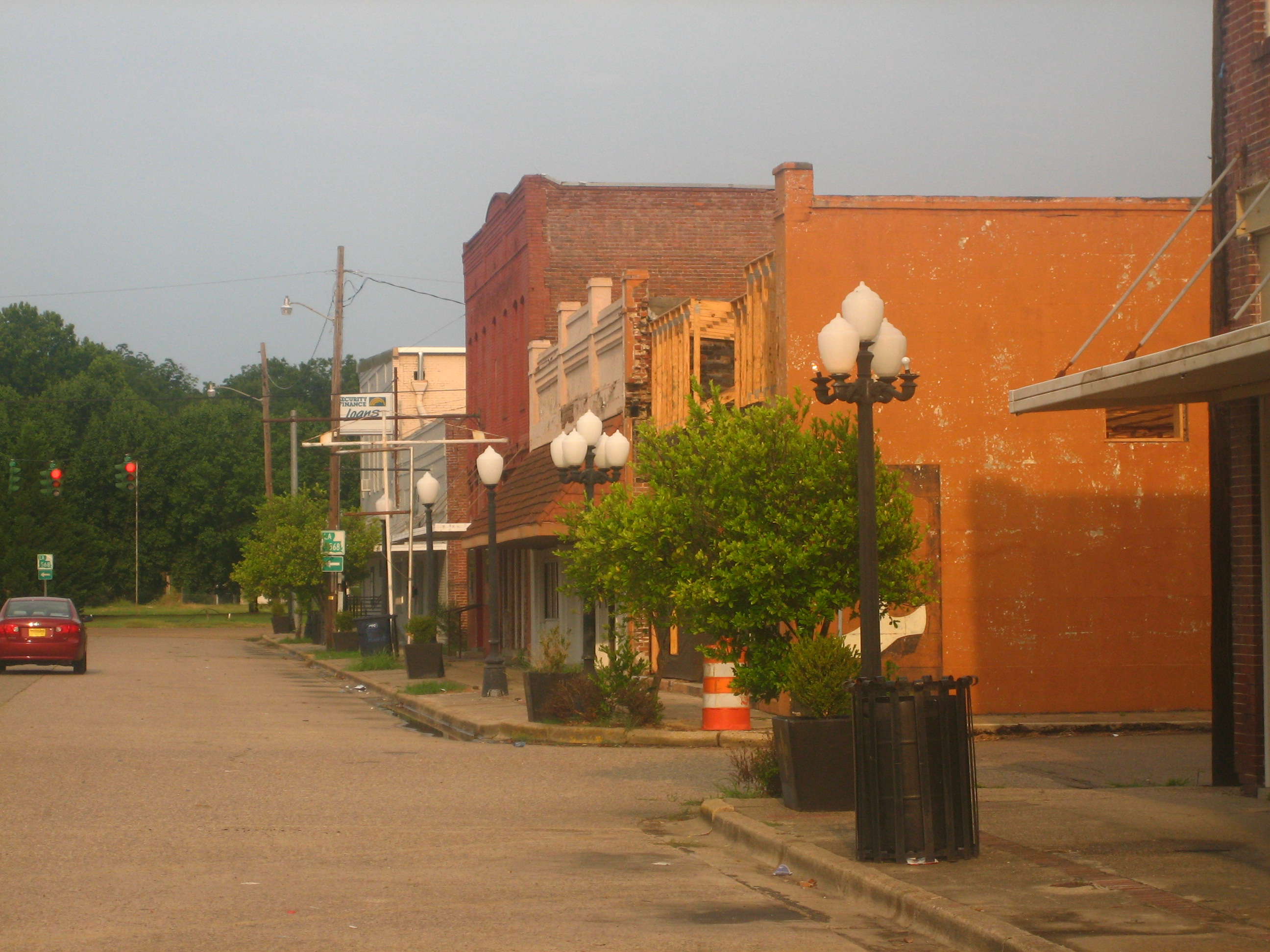
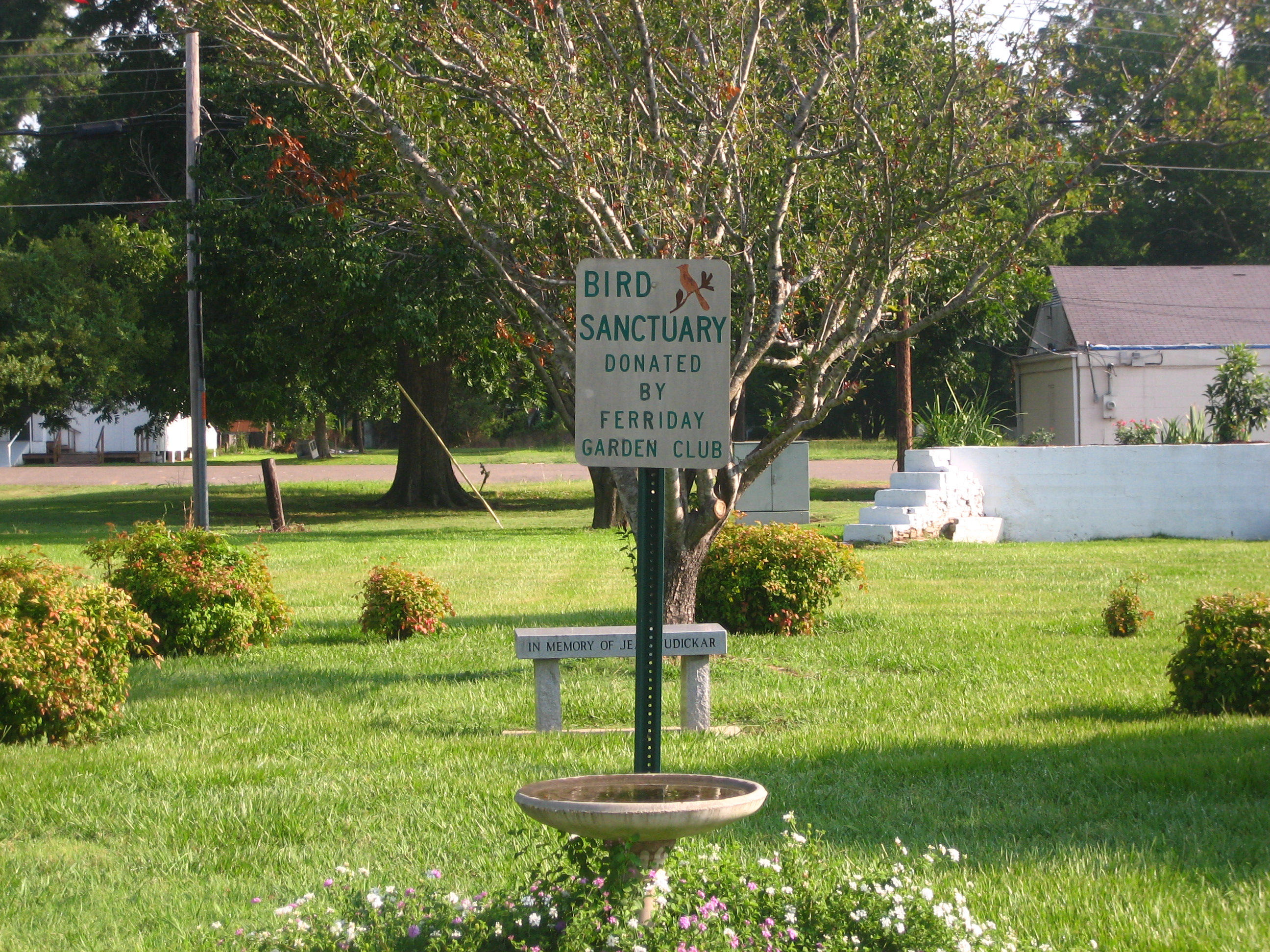
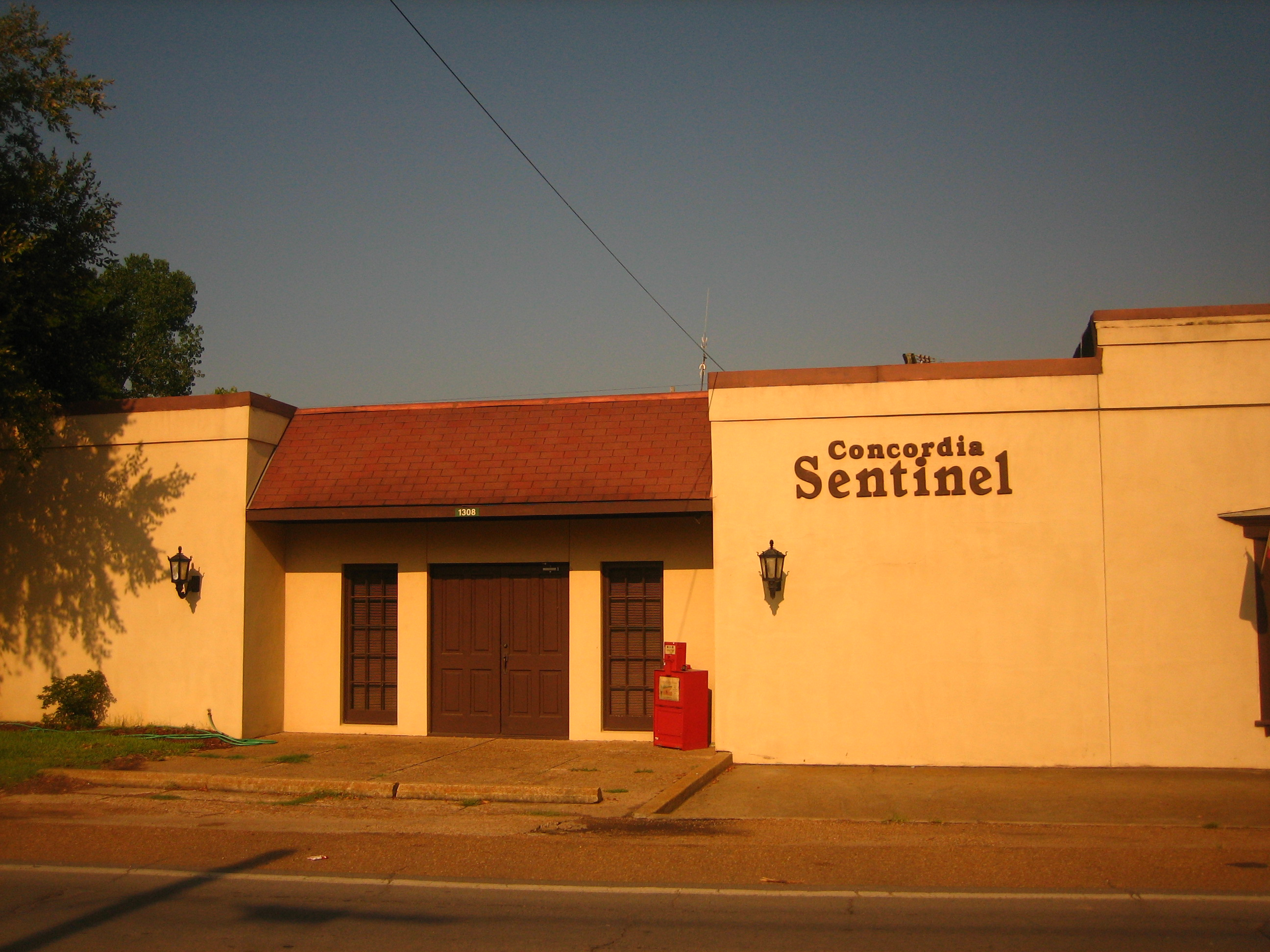
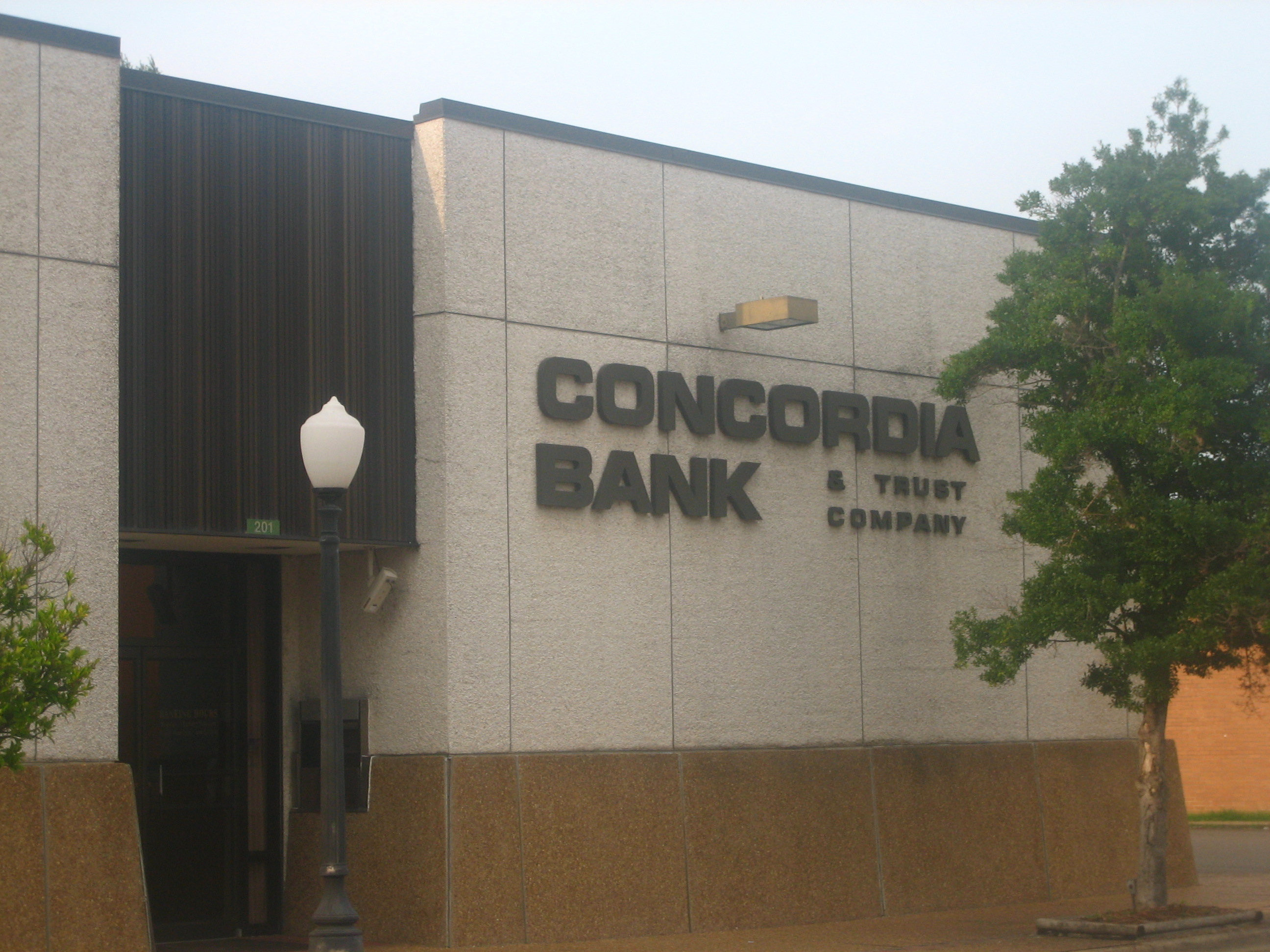
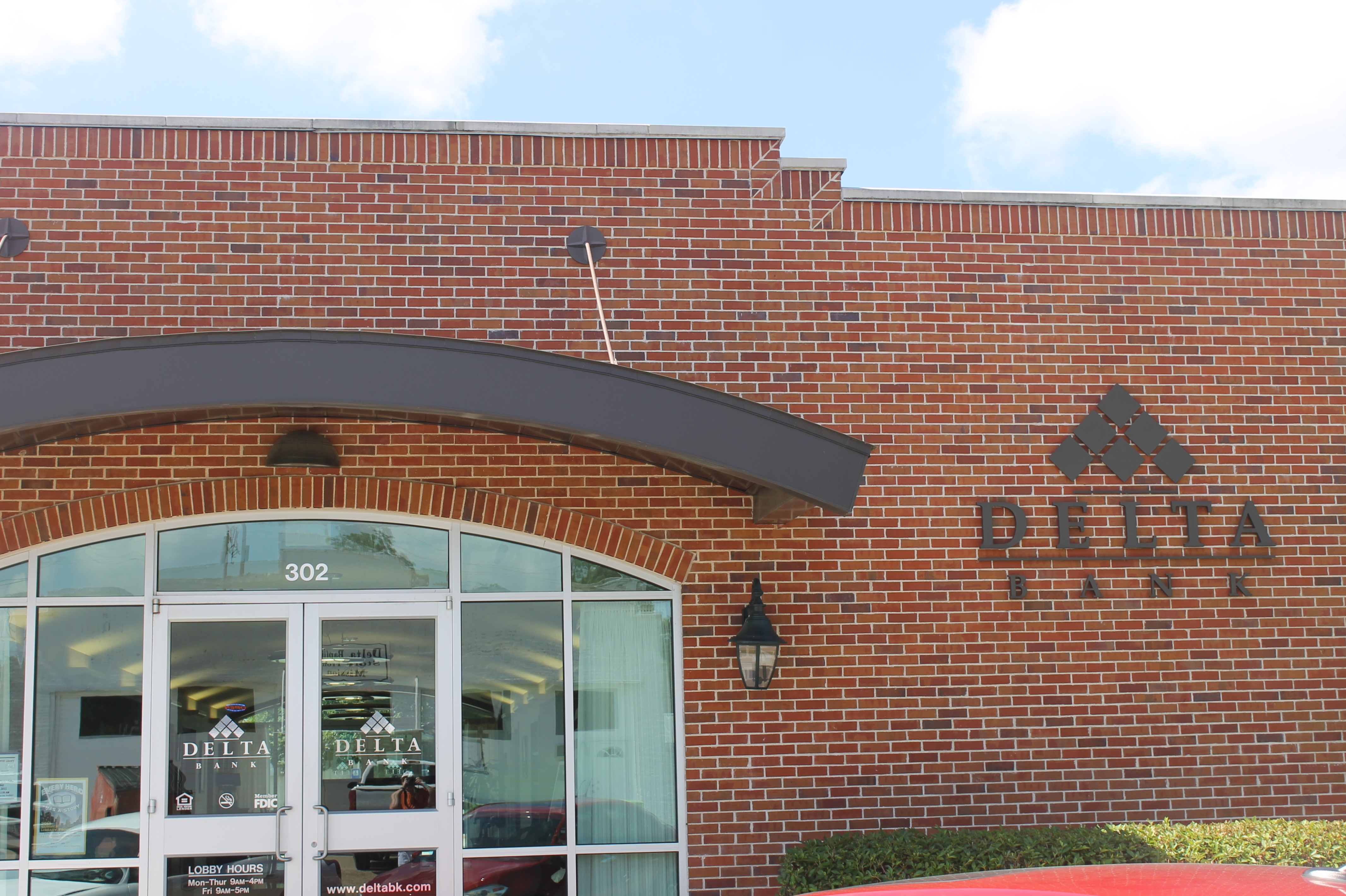
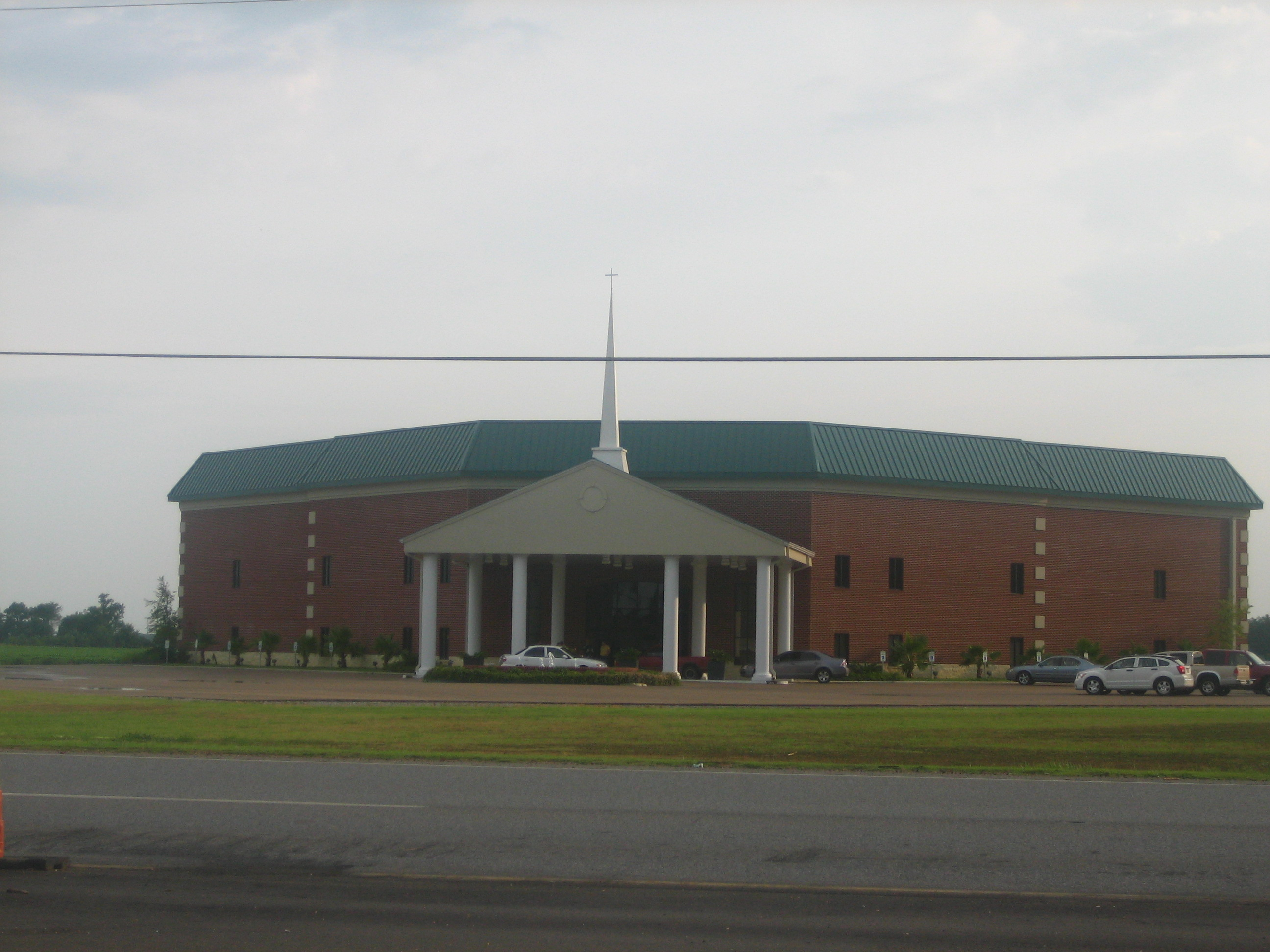
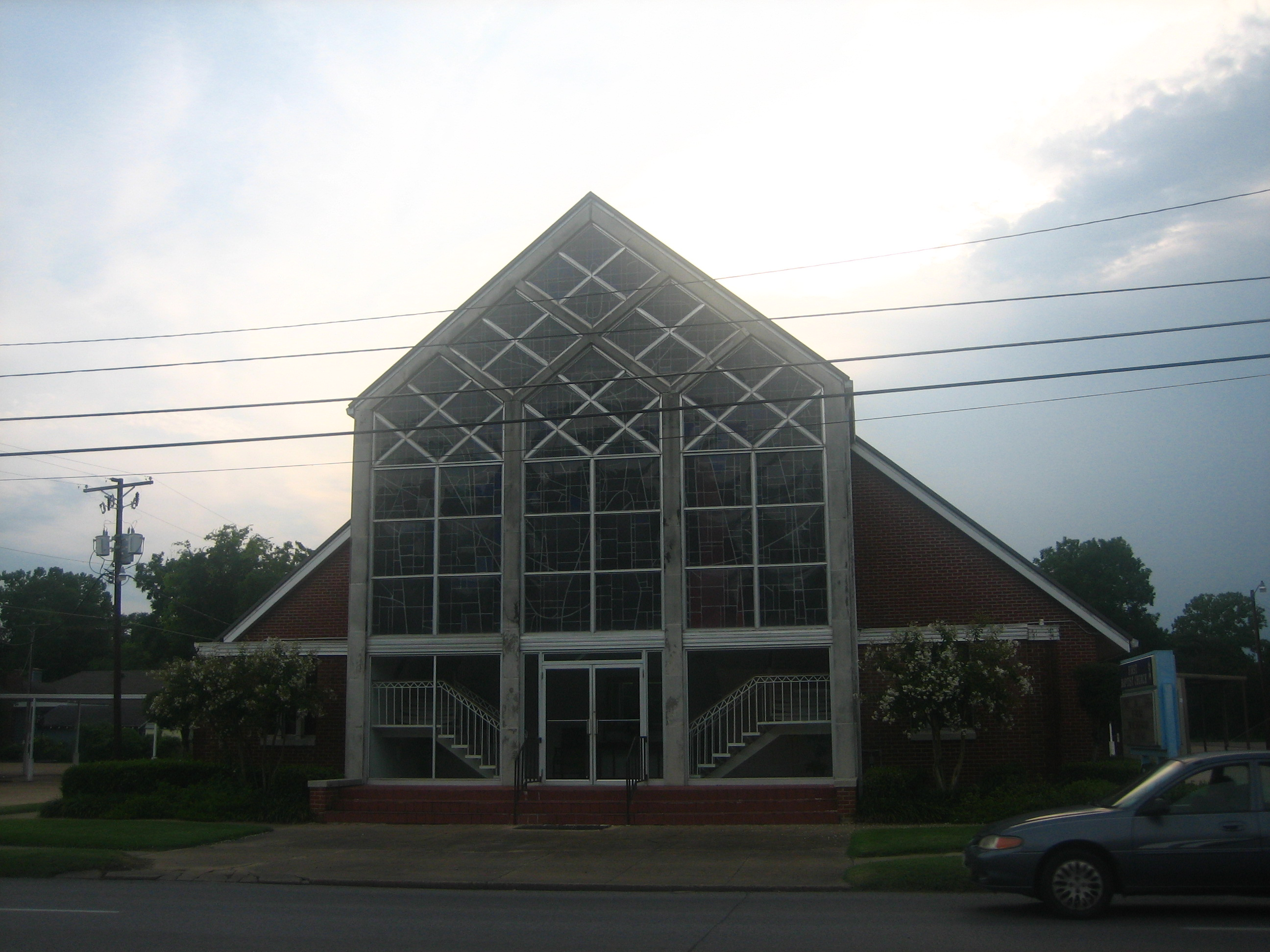
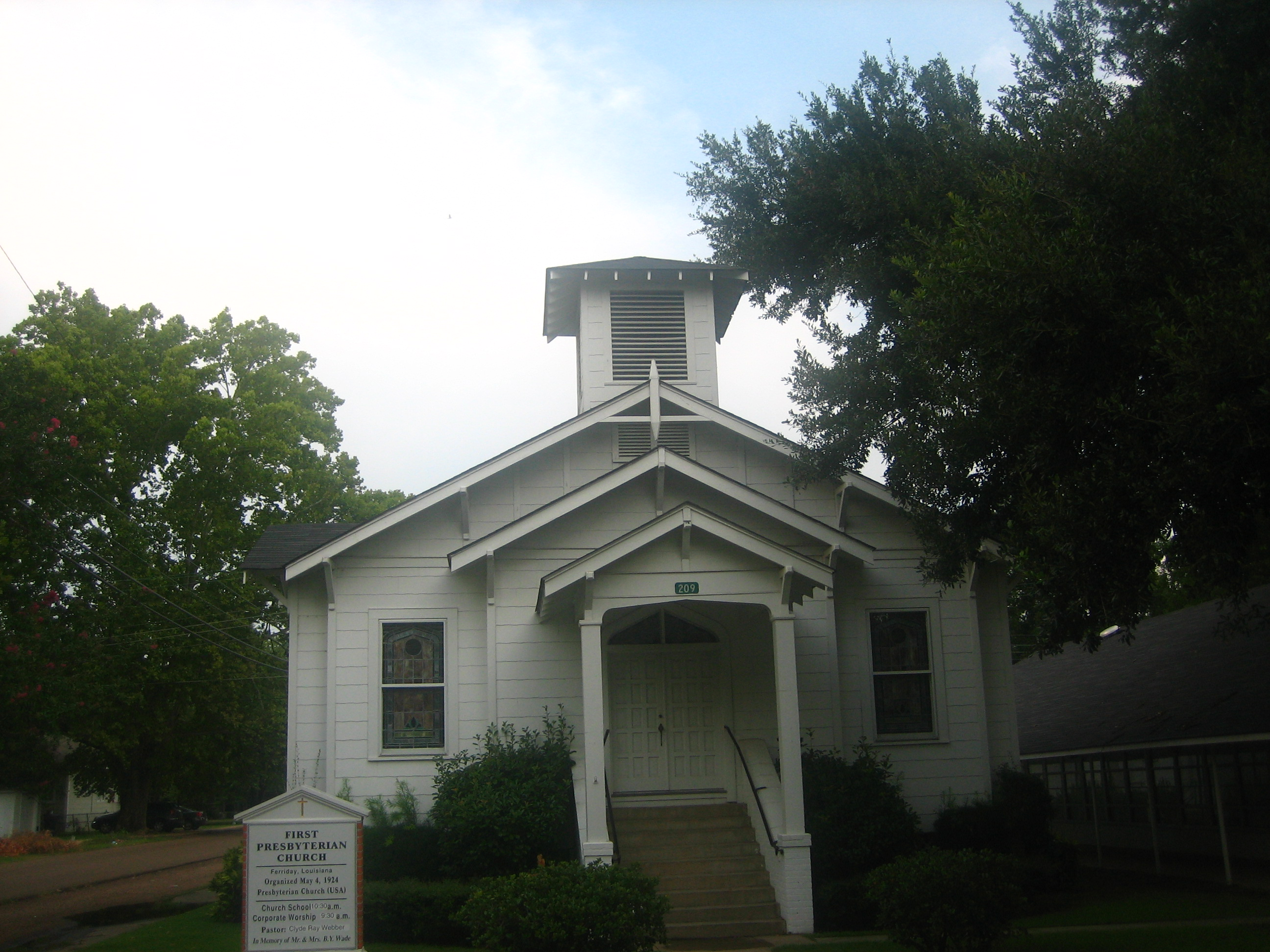
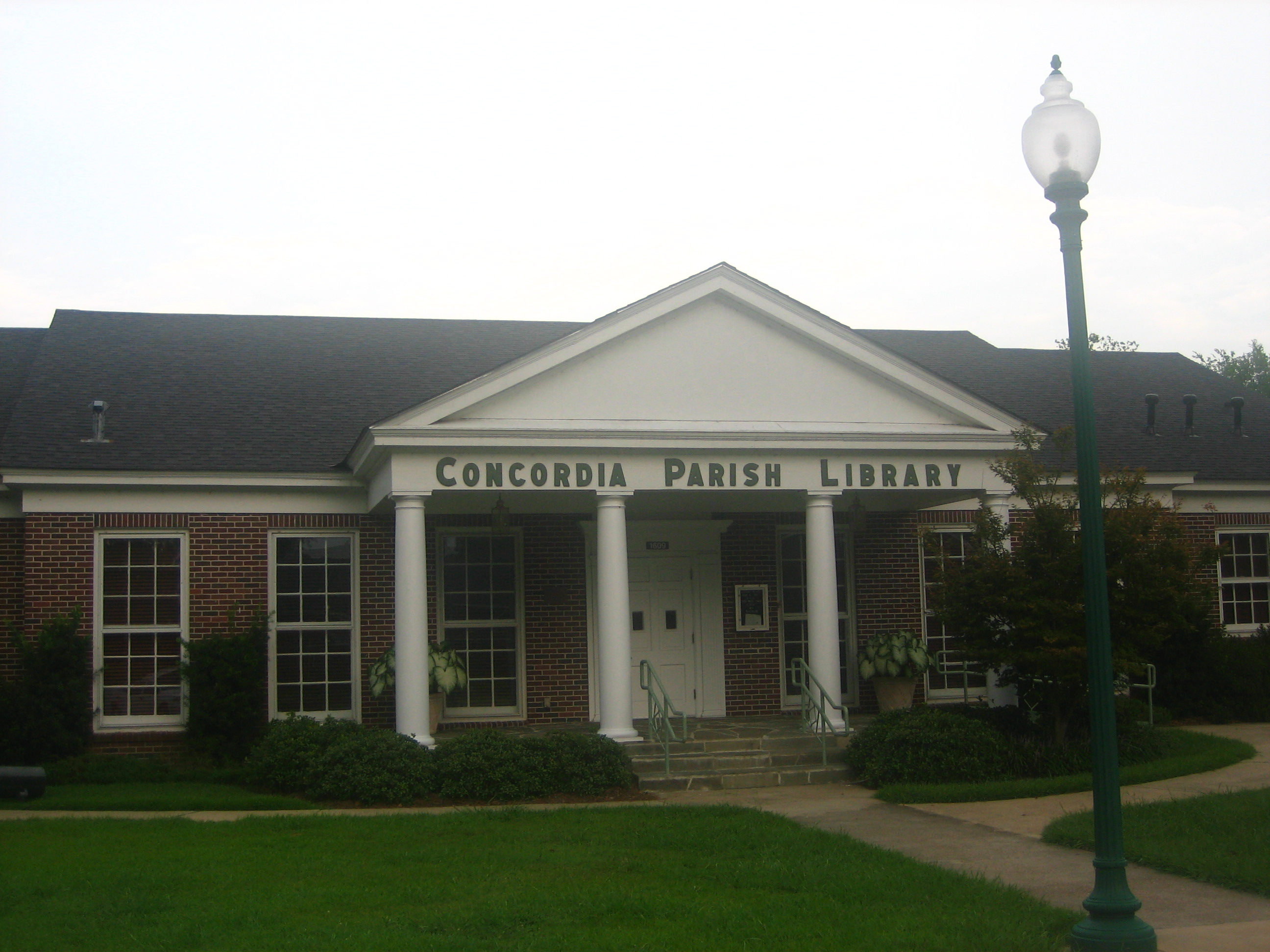
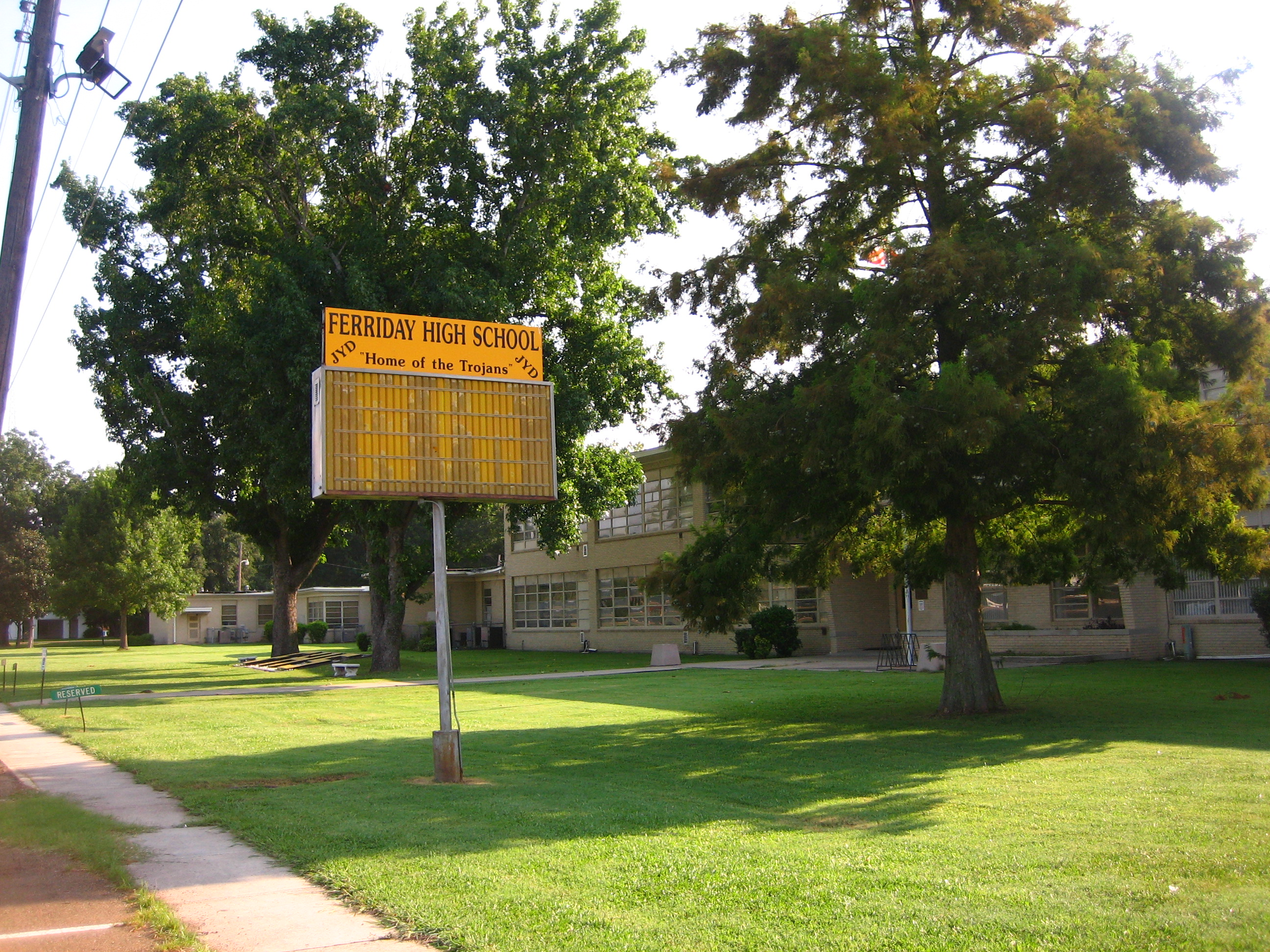
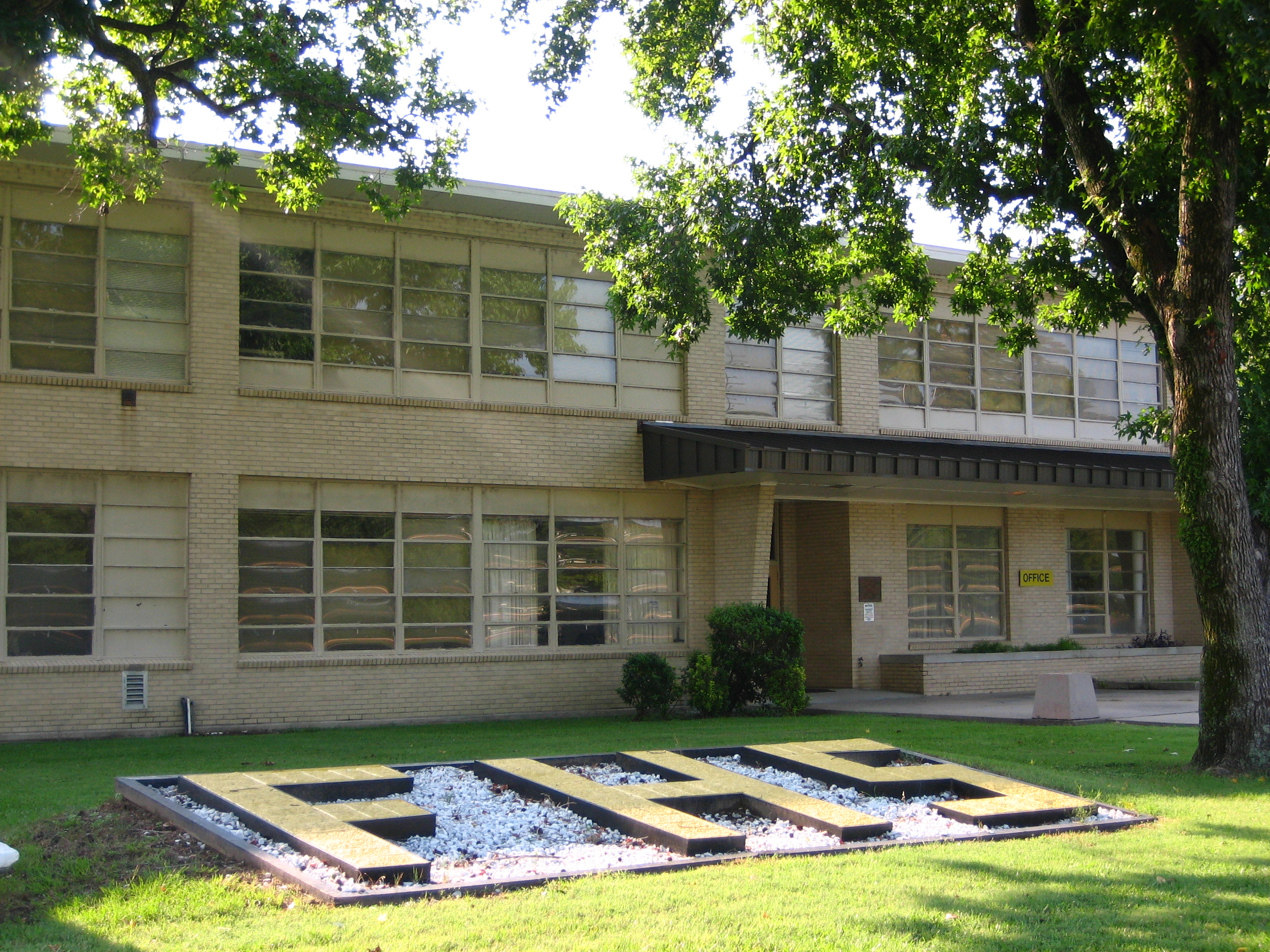
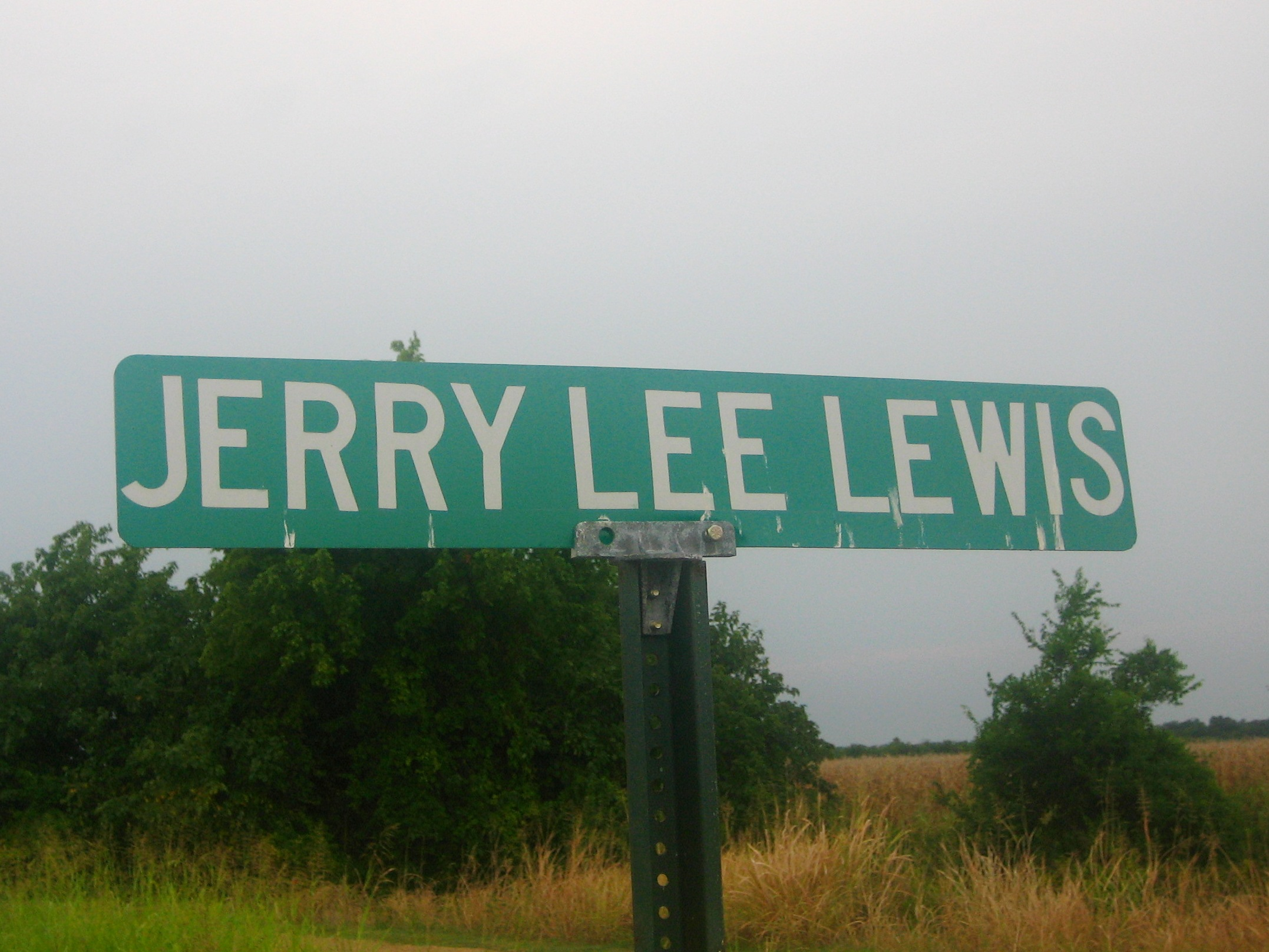
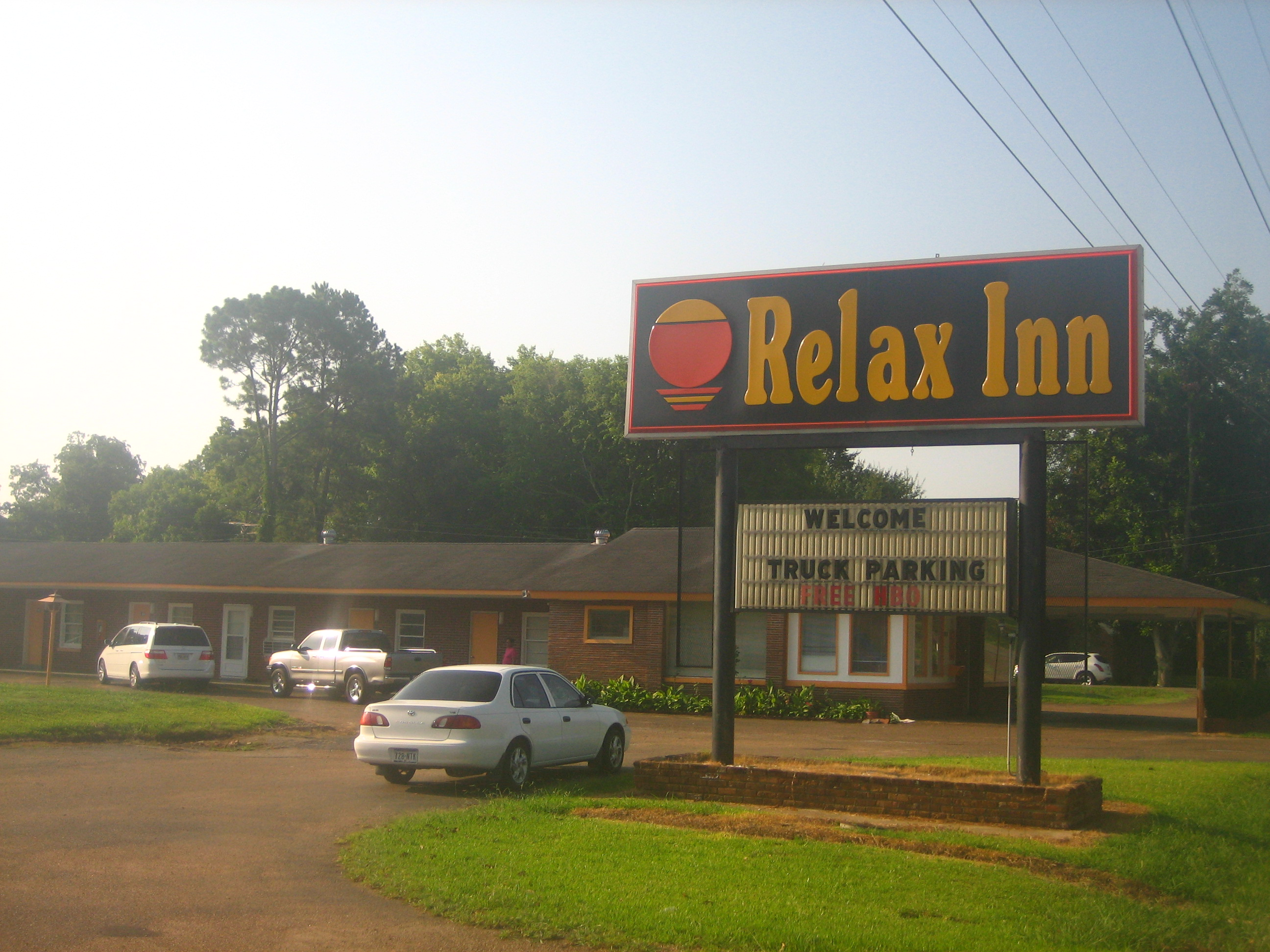
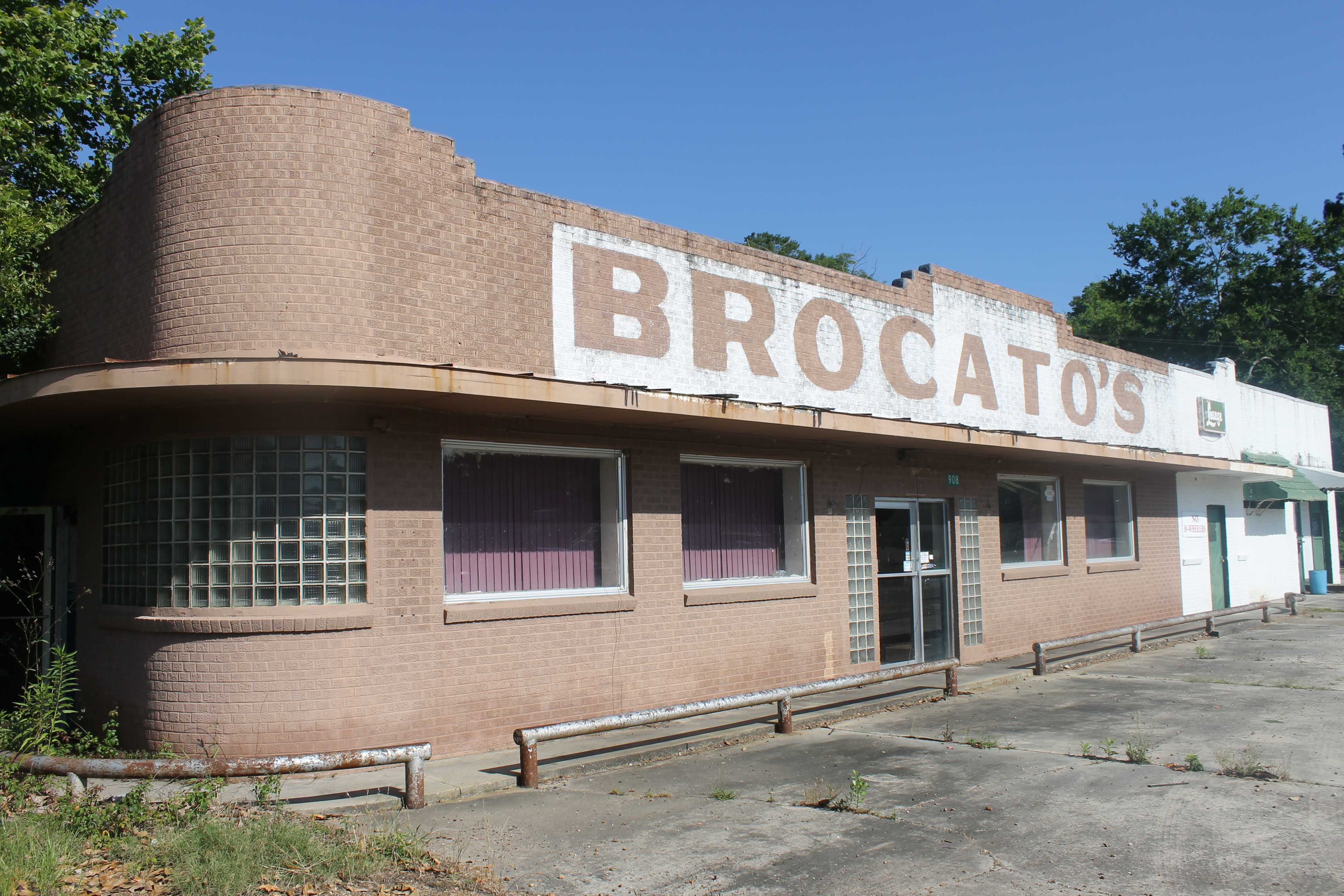
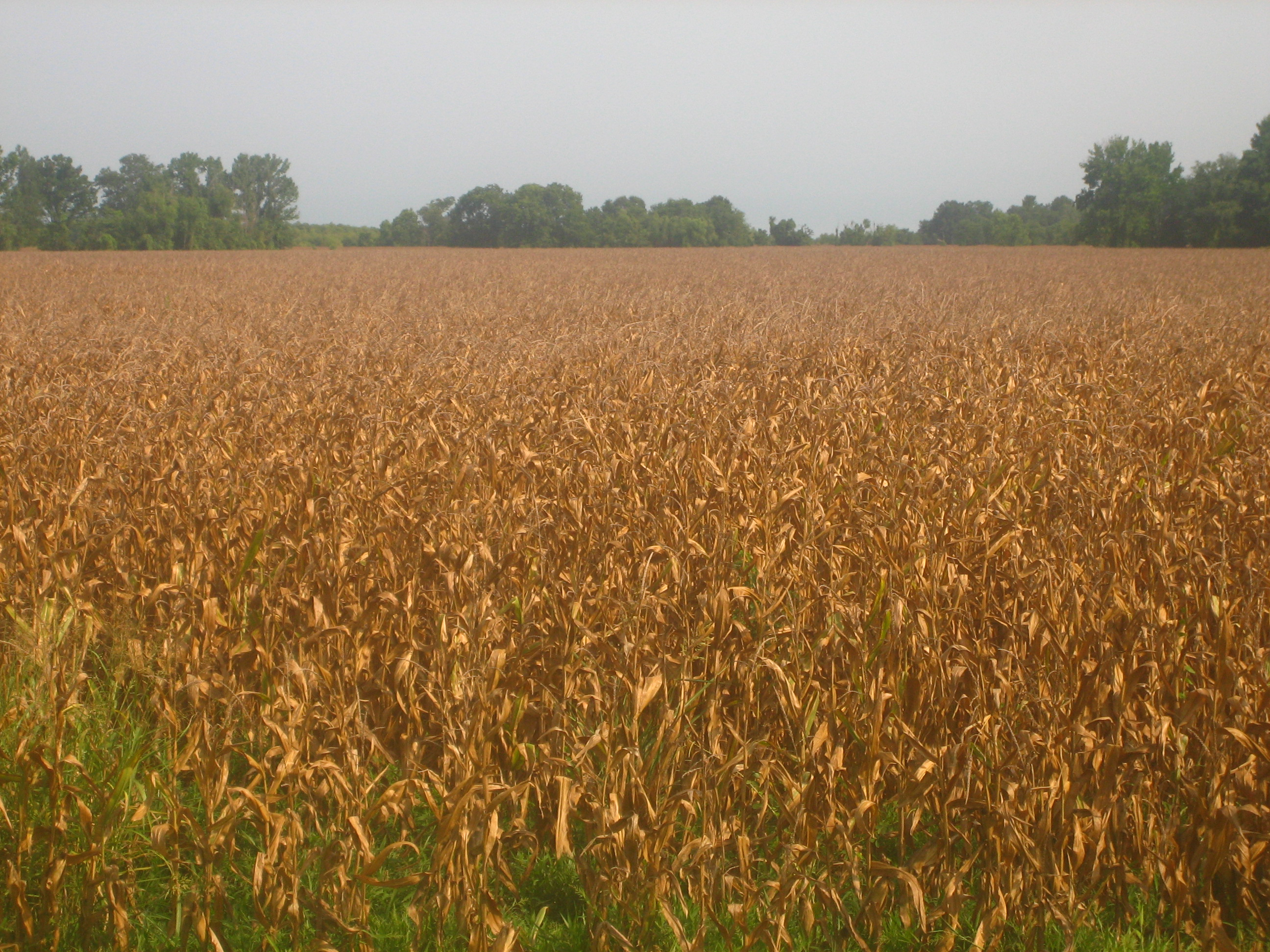